# Gunnar Eriksson (dirigent)
Johan Gunnar Eriksson, född den 16 maj 1936 i Bengtsfors, är en svensk kördirigent och professor. 

## Biografi
Gunnar Eriksson föddes i Bengtsfors 1936. Samma år flyttade familjen till Dingle, där han kom att växa upp. Efter realexamen 1952 vid Högre allmänna läroverket i Uddevalla gick han på Ljungskile folkhögskola, först ett år på handelslinjen och därefter tredje årskursen.
Hans musicerande började med gitarr och trumpet. Under utbildningen vid Musikhögskolan blev altfiol och piano hans instrument. Musik i frikyrkomiljö var tidigt en del av hans liv. Han studerade vid Kungliga Musikhögskolan i Stockholm 1955–1960, bland annat kördirigering för Eric Ericson, och blev musiklärare 1960.
Gunnar Eriksson har undervisat vid Ljungskile folkhögskola, Musikhögskolan i Göteborg och Kungliga Musikhögskolan i Stockholm. Han har haft anställning i körledning vid SÄMUS (Särskild ämnesutbildning) i Göteborg 1971–1977 och som lektor vid Musikhögskolan i Göteborg 1978–1999. Han blev 1999 professor i kördirigering vid Musikhögskolan i Göteborg.
Under sin tid som körledare sedan 1956 har han arbetat med framförallt den klassiska europeiska körrepertoaren från medeltid till nutid. Under resor till bland annat USA, Kuba, Makedonien, Jordanien, Västbanken, Israel, Indonesien och Afrika har han fått influenser som han försökt väva in i den nordiska och europeiska vokalmusiken.

## Priser och utmärkelser
- 1976 – Deverthska kulturstiftelsens stipendium
- 1985 – Norrbymedaljen
- 1988 – Årets körledare
- 1994 – Ledamot nr 892 av Kungliga Musikaliska Akademien
- 1995 – Medlem i Föreningen svenska tonsättare
- 2001 – Tidningen Bohusläningens kulturpris
- 2004 – Utmärkelse för körtonsättare av Musikföreningen i Stockholm
- 2004 – Västra Götalandsregionens kulturpris
- 2007 – Olle Adolphsons minnespris
- 2007 – Lars Gullin-priset
- 2008 – Hedersledamot i Svenska visakademien
- 2009 – H.M. Konungens medalj i 8:e storleken i högblått band
- 2012 – Medaljen för tonkonstens främjande

## Egna körer
- Enskede Ungdomskör 1956–1962
- Göteborgs kammarkör, startad 1963
- Rilkeensemblen, startad 1980
- Lilla K – ursprungligen Musikhögskolans Kammarkör, Göteborg. Numera[när?] oftast en projektensemble.

## Verk

### Diskografi
Omkring 20 CD och flera LP. Bland annat med Göteborgs kammarkör och Rilkeensemblen.

### Körarrangemang
Omkring 100 körarrangemang, de flesta publicerade av Bo Ejeby Förlag, Göteborg, men också av andra nordiska förlag.